# Liste der IATA-Codes/B
Diese Teilliste führt alle IATA-Flughafencodes auf, die mit „B“ beginnen, und enthält Informationen zu den bezeichneten Verkehrsknotenpunkten.
A AA AB AC AD AE AF AG AH AI AJ AK AL AM AN AO AP AQ AR AS AT AU AV AW AX AY AZ
B BA BB BC BD BE BF BG BH BI BJ BK BL BM BN BO BP BQ BR BS BT BU BV BW BX BY BZ
C CA CB CC CD CE CF CG CH CI CJ CK CL CM CN CO CP CQ CR CS CT CU CV CW CX CY CZ
D DA DB DC DD DE DF DG DH DI DJ DK DL DM DN DO DP DQ DR DS DT DU DV DW DX DY DZ
E EA EB EC ED EE EF EG EH EI EJ EK EL EM EN EO EP EQ ER ES ET EU EV EW EX EY EZ
F FA FB FC FD FE FF FG FH FI FJ FK FL FM FN FO FP FQ FR FS FT FU FV FW FX FY FZ
G GA GB GC GD GE GF GG GH GI GJ GK GL GM GN GO GP GQ GR GS GT GU GV GW GX GY GZ
H HA HB HC HD HE HF HG HH HI HJ HK HL HM HN HO HP HQ HR HS HT HU HV HW HX HY HZ
I IA IB IC ID IE IF IG IH II IJ IK IL IM IN IO IP IQ IR IS IT IU IV IW IX IY IZ
J JA JB JC JD JE JF JG JH JI JJ JK JL JM JN JO JP JQ JR JS JT JU JV JW JX JY JZ
K KA KB KC KD KE KF KG KH KI KJ KK KL KM KN KO KP KQ KR KS KT KU KV KW KX KY KZ
L LA LB LC LD LE LF LG LH LI LJ LK LL LM LN LO LP LQ LR LS LT LU LV LW LX LY LZ
M MA MB MC MD ME MF MG MH MI MJ MK ML MM MN MO MP MQ MR MS MT MU MV MW MX MY MZ
N NA NB NC ND NE NF NG NH NI NJ NK NL NM NN NO NP NQ NR NS NT NU NV NW NX NY NZ
O OA OB OC OD OE OF OG OH OI OJ OK OL OM ON OO OP OQ OR OS OT OU OV OW OX OY OZ
P PA PB PC PD PE PF PG PH PI PJ PK PL PM PN PO PP PQ PR PS PT PU PV PW PX PY PZ
Q QA QB QC QD QE QF QG QH QI QJ QK QL QM QN QO QP QQ QR QS QT QU QV QW QX QY QZ
R RA RB RC RD RE RF RG RH RI RJ RK RL RM RN RO RP RQ RR RS RT RU RV RW RX RY RZ
S SA SB SC SD SE SF SG SH SI SJ SK SL SM SN SO SP SQ SR SS ST SU SV SW SX SY SZ
T TA TB TC TD TE TF TG TH TI TJ TK TL TM TN TO TP TQ TR TS TT TU TV TW TX TY TZ
U UA UB UC UD UE UF UG UH UI UJ UK UL UM UN UO UP UQ UR US UT UU UV UW UX UY UZ
V VA VB VC VD VE VF VG VH VI VJ VK VL VM VN VO VP VQ VR VS VT VU VV VW VX VY VZ
W WA WB WC WD WE WF WG WH WI WJ WK WL WM WN WO WP WQ WR WS WT WU WV WW WX WY WZ
X XA XB XC XD XE XF XG XH XI XJ XK XL XM XN XO XP XQ XR XS XT XU XV XW XX XY XZ
Y YA YB YC YD YE YF YG YH YI YJ YK YL YM YN YO YP YQ YR YS YT YU YV YW YX YY YZ
Z ZA ZB ZC ZD ZE ZF ZG ZH ZI ZJ ZK ZL ZM ZN ZO ZP ZQ ZR ZS ZT ZU ZV ZW ZX ZY ZZ

## BA
| IATA | ICAO | Flughafen                         | Ort              | Region                              | Land                         |
| ---- | ---- | --------------------------------- | ---------------- | ----------------------------------- | ---------------------------- |
| BAA  | –    |                                   | Bialla           | West New Britain                    | Papua-Neuguinea              |
| BAB  | KBAB | Beale Air Force Base              | Marysville       | Kalifornien                         | Vereinigte Staaten           |
| BAC  | –    |                                   | Barranca de Upia | Meta                                | Kolumbien                    |
| BAD  | KBAD | Barksdale Air Force Base          | Shreveport       | Louisiana                           | Vereinigte Staaten           |
| BAE  | LFMR | Saint-Pons                        | Barcelonnette    | Provence-Alpes-Côte d’Azur          | Frankreich                   |
| BAF  | KBAF | Flughafen Barnes                  | Westfield        | Massachusetts                       | Vereinigte Staaten           |
| BAG  | RPUB | Flughafen Baguio                  | Baguio City      | Luzon                               | Philippinen                  |
| BAH  | OBBI | Bahrain International Airport     | Manama           | Hauptstadtgouvernement              | Bahrain                      |
| BAI  | MRBA |                                   | Buenos Aires     | Puntarenas                          | Costa Rica                   |
| BAJ  | –    |                                   | Bali             | West New Britain                    | Papua-Neuguinea              |
| BAK  | –    | Baku Metropolitan Area (GYD, ZXT) | Baku             | –                                   | Aserbaidschan                |
| BAL  | LTCJ | Batman Military Air Base          | Batman           | Südostanatolien                     | Türkei                       |
| BAM  | KBAM | Battle Mountain Airport           | Battle Mountain  | Nevada                              | Vereinigte Staaten           |
| BAN  | FZVR |                                   | Basongo          | Kasai-Occidental                    | Demokratische Republik Kongo |
| BAO  | –    |                                   | Ban Mak Khaeng   | Isan                                | Thailand                     |
| BAP  | –    |                                   | Baibara          | Central Province                    | Papua-Neuguinea              |
| BAQ  | SKBQ | Flughafen Ernesto Cortissoz       | Barranquilla     | Atlántico                           | Kolumbien                    |
| BAR  | –    | Landebahn (aufgegeben)            | Bakerinsel       | Außengebiet der Vereinigten Staaten | Vereinigte Staaten           |
| BAS  | AGGE |                                   | Ballalae         | Shortland-Inseln                    | Salomonen                    |
| BAT  | SBBT | Flughafen Barretos                | Barretos         | São Paulo                           | Brasilien                    |
| BAU  | SBBU | Flughafen Bauru                   | Bauru            | São Paulo                           | Brasilien                    |
| BAV  | ZBOW | Flughafen Baotou                  | Baotou           | Innere Mongolei                     | China                        |
| BAW  | –    |                                   | Biawonque        | Ogooué-Maritime                     | Gabun                        |
| BAX  | UNBB | Flughafen Barnaul                 | Barnaul          | Region Altai                        | Russland                     |
| BAY  | LRBM | Flughafen Baia Mare               | Baia Mare        | Kreis Maramureș                     | Rumänien                     |
| BAZ  | SWBC | Flughafen Barcelos                | Barcelos         | Amazonas                            | Brasilien                    |

## BB
| IATA | ICAO | Flughafen                    | Ort          | Region                 | Land                         |
| ---- | ---- | ---------------------------- | ------------ | ---------------------- | ---------------------------- |
| BBA  | SCBA | Flughafen Balmaceda          | Balmaceda    | Región de Aisén        | Chile                        |
| BBB  | KBBB | Benson Municipal Airport     | Benson       | Minnesota              | Vereinigte Staaten           |
| BBC  | –    | Bay City Municipal Airport   | Bay City     | Texas                  | Vereinigte Staaten           |
| BBD  | KBBD | Curtis Field Airport         | Brady        | Texas                  | Vereinigte Staaten           |
| BBE  | –    |                              | Big Bell     | Western Australia      | Australien                   |
| BBF  | –    | Burlington Municipal Airport | Burlington   | Massachusetts          | Vereinigte Staaten           |
| BBG  | NGTU | Flugplatz Butaritari         | Butaritari   | Gilbertinseln          | Kiribati                     |
| BBH  | EDBH | Flughafen Barth              | Barth        | Mecklenburg-Vorpommern | Deutschland                  |
| BBI  | VEBS | Biju Patnaik Airport         | Bhubaneswar  | Odisha                 | Indien                       |
| BBJ  | EDRB | Flugplatz Bitburg            | Bitburg      | Rheinland-Pfalz        | Deutschland                  |
| BBK  | FBKE | Flughafen Kasane             | Kasane       | North West District    | Botswana                     |
| BBL  | –    | Flughafen Babolsar           | Babolsar     | Māzandarān             | Iran                         |
| BBM  | VDBG | Flughafen Battambang         | Battambang   | Battambang             | Kambodscha                   |
| BBN  | –    |                              | Bario        | Sarawak                | Malaysia                     |
| BBO  | HCMI | Flughafen Berbera            | Berbera      | Woqooyi Galbeed        | Somalia                      |
| BBP  | EGHJ | Bembridge Airport            | Bembridge    | Isle of Wight          | Großbritannien               |
| BBQ  | TAPH |                              | Codrington   | Barbuda                | Antigua und Barbuda          |
| BBR  | TFFB | Baillif                      | Basse-Terre  | Guadeloupe             | Frankreich                   |
| BBS  | EGLK | Flughafen Blackbushe         | Camberley    | England                | Vereinigtes Königreich       |
| BBT  | FEFT | Flughafen Berbérati          | Berbérati    | Mambéré-Kadéï          | Zentralafrikanische Republik |
| BBU  | LRBS | Flughafen Bukarest-Băneasa   | Bukarest     | București              | Rumänien                     |
| BBV  | –    | Flugplatz Grand-Béréby       | Grand-Béréby | Bas-Sassandra          | Côte d'Ivoire                |
| BBW  | KBBW | Broken Bow Municipal Airport | Broken Bow   | Nebraska               | Vereinigte Staaten           |
| BBX  | –    |                              | Blue Bell    | Pennsylvania           | Vereinigte Staaten           |
| BBY  | FEFM | Flugplatz Bambari            | Bambari      | Ouaka                  | Zentralafrikanische Republik |
| BBZ  | –    |                              | Zambezi      | Nordwestprovinz        | Sambia                       |

## BC
| IATA | ICAO | Flughafen                        | Ort                       | Region                                                   | Land                         |
| ---- | ---- | -------------------------------- | ------------------------- | -------------------------------------------------------- | ---------------------------- |
| BCA  | MUBA | Aeropuerto Nacional Gustavo Rizo | Baracoa                   | Guantánamo                                               | Kuba                         |
| BCB  | KBCB | Virginia Tech Airport            | Blacksburg                | Virginia                                                 | Vereinigte Staaten           |
| BCC  | –    | Bear Creek Airport               | Bear Creek                | Alaska                                                   | Vereinigte Staaten           |
| BCD  | RPVB | Flughafen Bacolod-Silay City     | Bacolod City              | Visayas                                                  | Philippinen                  |
| BCE  | KBCE | Flughafen Bryce Canyon           | Bryce-Canyon-Nationalpark | Utah                                                     | Vereinigte Staaten           |
| BCF  | FEGU | Flugplatz Bouca                  | Bouca                     | Ouham                                                    | Zentralafrikanische Republik |
| BCG  | –    |                                  | Bemichi                   | East Berbice-Corentyne                                   | Guyana                       |
| BCH  | WPEC | Flughafen Baucau                 | Baucau                    | Baucau                                                   | Osttimor                     |
| BCI  | YBAR | Flughafen Barcaldine             | Barcaldine                | Queensland                                               | Australien                   |
| BCJ  | –    |                                  | Baca Grande               | Colorado                                                 | Vereinigte Staaten           |
| BCK  | KBCK |                                  | Bolwarra                  | Queensland                                               | Australien                   |
| BCL  | MRBC |                                  | Barra del Colorado        | Limón                                                    | Costa Rica                   |
| BCM  | LRBC | Flughafen Bacău                  | Bacău                     | Bacău                                                    | Rumänien                     |
| BCN  | LEBL | Flughafen Barcelona-El Prat      | Barcelona                 | Katalonien                                               | Spanien                      |
| BCO  | –    |                                  | Baco/Jinka                | Region der südlichen Nationen, Nationalitäten und Völker | Äthiopien                    |
| BCP  | –    |                                  | Bambu                     | Madang                                                   | Papua-Neuguinea              |
| BCQ  | –    | Flughafen Brak                   | Brak                      | Wadi asch-Schati’                                        | Libyen                       |
| BCR  | –    |                                  | Boca do Acre              | Amazonas                                                 | Brasilien                    |
| BCS  | –    | Logistics Heliport               | Belle Chasse              | Louisiana                                                | Vereinigte Staaten           |
| BCT  | KBCT | Flughafen Boca Raton             | Boca Raton                | Florida                                                  | Vereinigte Staaten           |
| BCU  | –    | Flughafen Bauchi                 | Bauchi                    | Bauchi                                                   | Nigeria                      |
| BCV  | –    | Flughafen Belmopan               | Belmopan                  | Cayo                                                     | Belize                       |
| BCW  | –    | Flughafen Belguera               | Belguera                  | Inhambane                                                | Mosambik                     |
| BCX  | –    |                                  | Belorezk                  | Baschkortostan                                           | Russland                     |
| BCY  | HABU |                                  | Bulchi                    | Region der südlichen Nationen, Nationalitäten und Völker | Äthiopien                    |
| BCZ  | –    |                                  | Bickerton Island          | Northern Territory                                       | Australien                   |

## BD
| IATA | ICAO | Flughafen                           | Ort                 | Region             | Land                         |
| ---- | ---- | ----------------------------------- | ------------------- | ------------------ | ---------------------------- |
| BDA  | TXKF | Bermuda International Airport       | Hamilton            | Bermuda            | Vereinigtes Königreich       |
| BDB  | YBUD | Flughafen Bundaberg                 | Bundaberg           | Queensland         | Australien                   |
| BDC  | –    |                                     | Barra do Corda      | Maranhão           | Brasilien                    |
| BDD  | –    |                                     | Badu Island         | Queensland         | Australien                   |
| BDE  | KBDE | Flughafen Baudette                  | Baudette            | Minnesota          | Vereinigte Staaten           |
| BDF  | –    | Rinkenberger RLA                    | Bradford            | Illinois           | Vereinigte Staaten           |
| BDG  | KBDG | Flughafen Blanding                  | Blanding            | Utah               | Vereinigte Staaten           |
| BDH  | OIBL | Flughafen Bandar Lengeh             | Bandar Lengeh       | Hormozgan          | Iran                         |
| BDI  | FSSB | Flughafen Bird Island               | Bird Island         |                    | Seychellen                   |
| BDJ  | WRBB | Flughafen Banjarmasin               | Banjarmasin         | Kalimantan Selatan | Indonesien                   |
| BDK  | DIBU | Flugplatz Bondoukou                 | Bondoukou           | Zanzan             | Elfenbeinküste               |
| BDL  | KBDL | Bradley International Airport       | Windsor Locks       | Connecticut        | Vereinigte Staaten           |
| BDM  | –    | Flughafen Bandırma                  | Bandırma            | Marmara            | Türkei                       |
| BDN  | –    |                                     | Badin               | Sindh              | Pakistan                     |
| BDO  | WICC | Flughafen Bandung                   | Bandung             | Westjava           | Indonesien                   |
| BDP  | –    | Flughafen Bhadrapur                 | Bhadrapur           | Mechi              | Nepal                        |
| BDQ  | VABO | Flughafen Vadodara                  | Vadodara            | Gujarat            | Indien                       |
| BDR  | KBDR | Igor I. Sikorsky Memorial Airport   | Bridgeport          | Connecticut        | Vereinigte Staaten           |
| BDS  | LIBR | Aeroporto di Brindisi Papola-Casale | Brindisi            | Apulien            | Italien                      |
| BDT  | FZFD | Flughafen Gbadolite                 | Gbadolite           | Équateur           | Demokratische Republik Kongo |
| BDU  | ENDU |                                     | Bardufoss (Målselv) | Troms              | Norwegen                     |
| BDV  | FZRB |                                     | Moba                | Tanganyika         | Demokratische Republik Kongo |
| BDW  | –    |                                     | Bedford Downs       | Western Australia  | Australien                   |
| BDX  | KBDX | Broadus Airport                     | Broadus             | Montana            | Vereinigte Staaten           |
| BDY  | –    | Bandon State Airport                | Bandon              | Oregon             | Vereinigte Staaten           |
| BDZ  | –    |                                     | Baindoung           | Morobe             | Papua-Neuguinea              |

## BE
| IATA | ICAO | Flughafen                           | Ort                        | Region                                 | Land                   |
| ---- | ---- | ----------------------------------- | -------------------------- | -------------------------------------- | ---------------------- |
| BEA  | –    |                                     | Bereina                    | Central                                | Papua-Neuguinea        |
| BEB  | EGPL | Flughafen Benbecula                 | Benbecula                  | Äußere Hebriden                        | Großbritannien         |
| BEC  | KBEC | Beech Factory Airport               | Wichita                    | Kansas                                 | Vereinigte Staaten     |
| BED  | KBED | Hanscom Field                       | Bedford/Hanscom            | Massachusetts                          | Vereinigte Staaten     |
| BEE  | –    |                                     | Beagle Bay                 | Western Australia                      | Australien             |
| BEF  | MNBL | Flughafen Bluefields                | Bluefields                 | Región Autónoma de la Costa Caribe Sur | Nicaragua              |
| BEG  | LYBE | Flughafen Belgrad                   | Belgrad                    | Belgrad                                | Serbien                |
| BEH  | KBEH | Southwest Michigan Regional Airport | Benton Harbor              | Michigan                               | Vereinigte Staaten     |
| BEI  | HABE |                                     | Beica (Begi)               | Oromiyaa                               | Äthiopien              |
| BEJ  | WALK | Flughafen Kalimarau                 | Berau                      | Kalimantan Timur                       | Indonesien             |
| BEK  | –    | Flughafen Bareilly                  | Bareli                     | Uttar Pradesh                          | Indien                 |
| BEL  | SBBE | Flughafen Belém                     | Belém                      | Pará                                   | Brasilien              |
| BEM  | GMMD | Flughafen Beni Mellal               | Beni Mellal                | Béni Mellal-Khénifra                   | Marokko                |
| BEN  | HLLB | Flughafen Bengasi                   | Bengasi                    | Benghazi                               | Libyen                 |
| BEO  | –    | ehem. Flughafen Belmont             | Newcastle                  | New South Wales                        | Australien             |
| BEP  | VOBI | Flughafen Ballari                   | Ballari                    | Karnataka                              | Indien                 |
| BEQ  | EGXH | RAF Honington                       | Bury St Edmunds / Thetford | England                                | Vereinigtes Königreich |
| BER  | EDDB | Flughafen Berlin Brandenburg        | Berlin                     | Berlin und Brandenburg                 | Deutschland            |
| BES  | LFRB | Aéroport Brest-Bretagne             | Brest/Guipavas             | Bretagne                               | Frankreich             |
| BET  | PABE | Bethel Airport                      | Bethel                     | Alaska                                 | Vereinigte Staaten     |
| BEU  | YBIE |                                     | Bedourie                   | Queensland                             | Australien             |
| BEV  | LLBS | Flugplatz Sde-Teiman                | Beʾer Scheva               |                                        | Israel                 |
| BEW  | FQBR | Flughafen Beira                     | Beira                      | Sofala                                 | Mosambik               |
| BEX  | EGUB | RAF Benson                          | Benson                     | England                                | Vereinigtes Königreich |
| BEY  | OLBA | Rafic-Hariri-Flughafen              | Beirut                     | Beirut                                 | Libanon                |
| BEZ  | NGBR | Flugplatz Beru                      | Beru                       | Gilbertinseln                          | Kiribati               |

## BF
| IATA | ICAO | Flughafen                          | Ort            | Region                     | Land                   |
| ---- | ---- | ---------------------------------- | -------------- | -------------------------- | ---------------------- |
| BFA  | –    |                                    | Bahía Negra    | Departamento Alto Paraguay | Paraguay               |
| BFB  | –    |                                    | Blue Fox Bay   | Alaska                     | Vereinigte Staaten     |
| BFC  | –    |                                    | Bloomfield     | Queensland                 | Australien             |
| BFD  | KBFD | Flughafen Bradford Regional        | Bradford       | Pennsylvania               | Vereinigte Staaten     |
| BFE  | EDLI | Verkehrslandeplatz Bielefeld       | Bielefeld      | Nordrhein-Westfalen        | Deutschland            |
| BFF  | KBFF | Western Nebraska Regional Airport  | Scottsbluff    | Nebraska                   | Vereinigte Staaten     |
| BFG  | –    | Bullfrog Basin Airport             | Bullfrog Basin | Utah                       | Vereinigte Staaten     |
| BFH  | –    | Flughafen Bacacheri                | Curitiba       | Paraná                     | Brasilien              |
| BFI  | KBFI | Flughafen Boeing Field             | Seattle        | Washington                 | Vereinigte Staaten     |
| BFJ  | NFFA | Flughafen Ba                       | Ba             | Western Division           | Fidschi                |
| BFK  | KBFK | Buffalo Municipal Airport          | Buffalo        | Oklahoma                   | Vereinigte Staaten     |
| BFL  | KBFL | Flughafen Meadows Field            | Bakersfield    | Kalifornien                | Vereinigte Staaten     |
| BFM  | KBFM | Mobile Downtown Airport            | Mobile         | Alabama                    | Vereinigte Staaten     |
| BFN  | FABL | Flughafen Bloemfontein             | Bloemfontein   | Freistaat                  | Südafrika              |
| BFO  | FVCZ | Flughafen Buffalo Range            | Buffalo Range  | Masvingo                   | Simbabwe               |
| BFP  | KBVI | Beaver County Airport              | Beaver Falls   | Pennsylvania               | Vereinigte Staaten     |
| BFQ  | –    | Flughafen Bahía Piña               | Bahía de Piña  |                            | Panama                 |
| BFR  | KBFR | Virgil I Grissom Municipal Airport | Bedford        | Indiana                    | Vereinigte Staaten     |
| BFS  | EGAA | Belfast International Airport      | Belfast        | Nordirland                 | Vereinigtes Königreich |
| BFT  | KNBC | Beaufort County Airport            | Beaufort       | South Carolina             | Vereinigte Staaten     |
| BFU  | ZSBB | Flughafen Bengbu                   | Bengbu         | Anhui                      | China                  |
| BFV  | –    | Flughafen Buriram                  | Buri Ram       | Isan                       | Thailand               |
| BFW  | –    |                                    | Sidi bel Abbès | Sidi Bel Abbès             | Algerien               |
| BFX  | FKKU | Flughafen Bafoussam                | Bafoussam      | Oest                       | Kamerun                |

## BG
| IATA | ICAO | Flughafen                            | Ort               | Region            | Land                         |
| ---- | ---- | ------------------------------------ | ----------------- | ----------------- | ---------------------------- |
| BGA  | SKBG | Flughafen Bucaramanga-Palonegro      | Bucaramanga       | Santander         | Kolumbien                    |
| BGB  | FOGB |                                      | Booué             | Ogooué-Ivindo     | Gabun                        |
| BGC  | LPBG | Flughafen Braganza                   | Bragança          | Região Norte      | Portugal                     |
| BGD  | KBGD | Hutchinson County Airport            | Borger            | Texas             | Vereinigte Staaten           |
| BGE  | KBGE | Decatur County Airport               | Bainbridge        | Georgia           | Vereinigte Staaten           |
| BGF  | FEFF | Bangui M’Poko International Airport  | Bangui            | Bangui            | Zentralafrikanische Republik |
| BGG  | –    |                                      | Bongouanou        | N’zi-Comoé        | Elfenbeinküste               |
| BGH  | GQNE | Flugplatz Bogué – Abbaye             | Bogué             | Brakna            | Mauretanien                  |
| BGI  | TBPB | Grantley Adams International Airport | Bridgetown        |                   | Barbados                     |
| BGJ  | –    | Flugplatz Borgarfjörður              | Borgarfjörður     | Austurland        | Island                       |
| BGK  | –    | Flughafen Big Creek                  | Big Creek         | Stann Creek       | Belize                       |
| BGL  | VNBL |                                      | Baglung           | Dhaulagiri        | Nepal                        |
| BGM  | KBGM | Greater Binghamton Airport           | Binghamton        | New York          | Vereinigte Staaten           |
| BGN  | UESG | Flughafen Belaja Gora                | Belaja Gora       | Sacha             | Russland                     |
| BGO  | ENBR | Bergen Lufthavn Flesland             | Bergen            | Vestlandet        | Norwegen                     |
| BGP  | –    |                                      | Bongo             | Haut-Ogooué       | Gabun                        |
| BGQ  | PAGQ | Flughafen Big Lake                   | Big Lake          | Alaska            | Vereinigte Staaten           |
| BGR  | KBGR | Bangor International Airport         | Bangor            | Maine             | Vereinigte Staaten           |
| BGS  | –    | ehem. Webb Air Force Base            | Big Spring        | Texas             | Vereinigte Staaten           |
| BGT  | –    |                                      | Bagdad            | Arizona           | Vereinigte Staaten           |
| BGU  | FEFG | Flugplatz Bangassou                  | Bangassou         | Mbomou            | Zentralafrikanische Republik |
| BGV  | SSBG |                                      | Bento Gonçalves   | Rio Grande do Sul | Brasilien                    |
| BGW  | ORBI | Bagdad International                 | Bagdad            | Provinz Bagdad    | Irak                         |
| BGX  | SBBG | Flughafen Bagé                       | Bagé              | Rio Grande do Sul | Brasilien                    |
| BGY  | LIME | Aeroporto di Bergamo-Orio al Serio   | Bergamo (Mailand) | Lombardei         | Italien                      |
| BGZ  | LPBR | Flughafen Braga                      | Braga             | Região Norte      | Portugal                     |

## BH
| IATA | ICAO | Flughafen                                            | Ort                  | Region          | Land               |
| ---- | ---- | ---------------------------------------------------- | -------------------- | --------------- | ------------------ |
| BHA  | SESV | Flugplatz Los Perales                                | Bahía de Caráquez    | Manabi          | Ecuador            |
| BHB  | KBHB | Hancock County Airport                               | Bar Harbor           | Maine           | Vereinigte Staaten |
| BHC  | –    | Bhurban Heliport                                     | Bhurban              | Punjab          | Pakistan           |
| BHD  | EGAC | George Best Belfast City Airport                     | Belfast              | Nordirland      | Großbritannien     |
| BHE  | NZWB | Blenheim Air Station                                 | Blenheim             | Marlborough     | Neuseeland         |
| BHF  | –    |                                                      | Bahía de Cupica      | Chocó           | Kolumbien          |
| BHG  | –    |                                                      | Brus Laguna          | Gracias a Dios  | Honduras           |
| BHH  | OEBH | Flughafen Bischa                                     | Bischa               | Asir            | Saudi-Arabien      |
| BHI  | SAZB | Flughafen Bahía Blanca                               | Bahía Blanca         | Buenos Aires    | Argentinien        |
| BHJ  | VABJ | Flughafen Bhuj                                       | Bhuj                 | Gujarat         | Indien             |
| BHK  | UTSB | Flughafen Buxoro                                     | Buchara              | Buchara         | Usbekistan         |
| BHL  | –    |                                                      | Bahía de los Ángeles | Baja California | Mexiko             |
| BHM  | KBHM | Birmingham-Shuttlesworth International Airport       | Birmingham           | Alabama         | Vereinigte Staaten |
| BHN  | OYBN | Flughafen Baihan                                     | Baihan al-Kisab      | Schabwa         | Jemen              |
| BHO  | VABP | Flughafen Bhopal                                     | Bhopal               | Madhya Pradesh  | Indien             |
| BHP  | VNBJ |                                                      | Bhojpur              | Koshi           | Nepal              |
| BHQ  | YBHI | Broken Hill Airport                                  | Broken Hill          | New South Wales | Australien         |
| BHR  | VNBP |                                                      | Bharatpur            | Narayani        | Nepal              |
| BHS  | YBTH | Flughafen Bathurst                                   | Bathurst             | New South Wales | Australien         |
| BHT  | –    |                                                      | Brighton Downs       | Queensland      | Australien         |
| BHU  | VABV | Flughafen Bhavnagar                                  | Bhavnagar            | Gujarat         | Indien             |
| BHV  | OPBW | Flughafen Bahawalpur                                 | Bahawalpur           | Punjab          | Pakistan           |
| BHW  | –    | Bhagatanwala Airport                                 | Sargodha             | Punjab          | Pakistan           |
| BHX  | EGBB | Birmingham International Airport                     | Birmingham           | England         | Großbritannien     |
| BHY  | ZGBH | Flughafen Beihai                                     | Beihai               | Guanxi          | China              |
| BHZ  | –    | Metropolregion Belo Horizonte, Flughäfen PLU und CNF | Belo Horizonte       | Minas Gerais    | Brasilien          |

## BI
| IATA | ICAO | Flughafen                            | Ort                   | Region             | Land                         |
| ---- | ---- | ------------------------------------ | --------------------- | ------------------ | ---------------------------- |
| BIA  | LFKB | Flughafen Bastia                     | Bastia                | Korsika            | Frankreich                   |
| BIB  | HCMB |                                      | Baidoa                | Bay                | Somalia                      |
| BIC  | –    |                                      | Big Creek             | Alaska             | Vereinigte Staaten           |
| BID  | KBID | Block Island State Airport           | Block Island          | Rhode Island       | Vereinigte Staaten           |
| BIE  | KBIE | Beatrice Municipal Airport           | Beatrice              | Nebraska           | Vereinigte Staaten           |
| BIF  | KBIF | Biggs Army Air Field                 | El Paso               | Texas              | Vereinigte Staaten           |
| BIG  | PABI | Allen Army Air Field                 | Delta Junction        | Alaska             | Vereinigte Staaten           |
| BIH  | KBIH | Bishop Airport                       | Bishop                | Kalifornien        | Vereinigte Staaten           |
| BII  | –    | Flugplatz Enyu                       | Enyu                  | Bikini-Atoll       | Marshallinseln               |
| BIJ  | –    | Flugplatz Biliau                     |                       | Madang Province    | Papua-Neuguinea              |
| BIK  | WABB | Flughafen Frans Kaisiepo             | Kota Biak, Biak-Insel | Papua              | Indonesien                   |
| BIL  | KBIL | Billings Logan International Airport | Billings              | Montana            | Vereinigte Staaten           |
| BIM  | MYBS | South Bimini International Airport   | South Bimini          | Bimini             | Bahamas                      |
| BIN  | OABN |                                      | Bamiyan               | Bamiyan            | Afghanistan                  |
| BIO  | LEBB | Flughafen Bilbao                     | Bilbao                | Baskenland         | Spanien                      |
| BIP  | –    |                                      | Bulimba               | Queensland         | Australien                   |
| BIQ  | LFBZ | Flughafen Biarritz                   | Biarritz              | Nouvelle-Aquitaine | Frankreich                   |
| BIR  | VNVT | Flughafen Biratnagar                 | Biratnagar            | Koshi              | Nepal                        |
| BIS  | KBIS | Flughafen Bismarck                   | Bismarck              | North Dakota       | Vereinigte Staaten           |
| BIT  | VNBT |                                      | Baitadi               | Mahakali           | Nepal                        |
| BIU  | –    | Flugplatz Bíldudalur                 | Bíldudalur            | Westfjorde         | Island                       |
| BIV  | FEFR | Flugplatz Bria                       | Bria                  | Haute-Kotto        | Zentralafrikanische Republik |
| BIW  | –    | Billiluna Station                    | Billiluna             | Western Australia  | Australien                   |
| BIX  | KBIX | Keesler Air Force Base               | Biloxi                | Mississippi        | Vereinigte Staaten           |
| BIY  | FABE |                                      | Bhisho                | Ostkap             | Südafrika                    |
| BIZ  | –    |                                      | Bimin                 | Sandaun            | Papua-Neuguinea              |

## BJ
| IATA | ICAO | Flughafen                               | Ort               | Region              | Land               |
| ---- | ---- | --------------------------------------- | ----------------- | ------------------- | ------------------ |
| BJA  | DAAE | Flughafen Bejaia                        | Bejaia            | Bejaia              | Algerien           |
| BJB  | OIMN | Bojnurd Airport                         | Bodschnurd        | Nord-Chorasan       | Iran               |
| BJC  | KBJC | Rocky Mountain Metropolitan Airport     | Denver/Broomfield | Colorado            | Vereinigte Staaten |
| BJD  | BIBK | Flugplatz Bakkafjörður                  | Bakkafjörður      | Norðurland eystra   | Island             |
| BJE  | –    | Baleela Base Camp                       | Baleela           | Dschanub Kurdufan   | Sudan              |
| BJF  | ENBS | Flughafen Båtsfjord                     | Båtsfjord         | Finnmark            | Norwegen           |
| BJG  |      |                                         | Bolaang           | Sulawesi Utara      | Indonesien         |
| BJH  | VNBG |                                         | Bajhang           | Seti                | Nepal              |
| BJI  | KBJI | Bemidji-Beltrami County Airport         | Bemidji           | Minnesota           | Vereinigte Staaten |
| BJJ  | KBJJ | Wayne County Airport                    | Wooster           | Ohio                | Vereinigte Staaten |
| BJK  | –    |                                         | Benjina           | Maluku              | Indonesien         |
| BJL  | GBYD | Banjul International Airport            | Banjul            | Greater Banjul Area | Gambia             |
| BJM  | HBBA | Internationaler Flughafen Bujumbura     | Bujumbura         | Bujumbura Mairie    | Burundi            |
| BJN  | –    |                                         | Bajone            | Zambezia            | Mosambik           |
| BJO  | SLBJ | Flughafen Bermejo                       | Bermejo           | Departamento Tarija | Bolivien           |
| BJP  | SDBP | Aeroporto Estadual de Bragança Paulista | Bragança Paulista | São Paulo           | Brasilien          |
| BJQ  | –    | Bahja Airport                           | Bahja             | al-Wusta            | Oman               |
| BJR  | HABD | Flughafen Bahir Dar                     | Bahir Dar         | Amhara              | Äthiopien          |
| BJS  | –    | Beijing Metropolitan Area (PEK, NAY)    | Peking            | Peking              | China              |
| BJT  |      | Bentota River SPB (Wasserflugplatz)     | Bentota           | Südprovinz          | Sri Lanka          |
| BJU  | VNBR |                                         | Bajura            | Seti                | Nepal              |
| BJV  | LTFE | Milas-Bodrum Havalimanı                 | Bodrum            | Muğla               | Türkei             |
| BJW  | –    |                                         | Bajawa            | Ost-Nusa Tenggara   | Indonesien         |
| BJX  | MMLO | Aeropuerto Internacional de Guanajuato  | León              | Guanajuato          | Mexiko             |
| BJY  | LYBT | Aerodrom Batajnica                      | Belgrad           | Belgrad             | Serbien            |
| BJZ  | LEBZ | Aeropuerto de Badajoz-Talavera la Real  | Badajoz           | Extremadura         | Spanien            |

## BK
| IATA | ICAO | Flughafen                               | Ort                 | Region          | Land                         |
| ---- | ---- | --------------------------------------- | ------------------- | --------------- | ---------------------------- |
| BKA  | UUBB | Aeroport Moskwa-Bykowo                  | Moskau              | Zentralrussland | Russland                     |
| BKB  | VIBK |                                         | Bikaner             | Rajasthan       | Indien                       |
| BKC  | PABL | Buckland Airport                        | Buckland            | Alaska          | Vereinigte Staaten           |
| BKD  | KBKD | Stephens County Airport                 | Breckenridge        | Texas           | Vereinigte Staaten           |
| BKE  | KBKE | Baker City Municipal Airport            | Baker               | Oregon          | Vereinigte Staaten           |
| BKF  | –    | Lake Brooks Seaplane Base               | Katmai-Nationalpark | Alaska          | Vereinigte Staaten           |
| BKG  | –    | Branson Airport                         | Branson             | Missouri        | Vereinigte Staaten           |
| BKH  | PHBK |                                         | Kekaha, Kauai       | Hawaii          | Vereinigte Staaten           |
| BKI  | WBKK | Internationaler Flughafen Kota Kinabalu | Kota Kinabalu       | Sabah           | Malaysia                     |
| BKJ  | GUOK | Flugplatz Boké Baralande                | Boké                | Boké            | Guinea                       |
| BKK  | VTBS | Flughafen Bangkok-Suvarnabhumi          | Bangkok             | Bangkok         | Thailand                     |
| BKL  | KBKL | Burke Lakefront Airport                 | Cleveland           | Ohio            | Vereinigte Staaten           |
| BKM  | –    |                                         | Bakalalan           | Sarawak         | Malaysia                     |
| BKN  | –    |                                         | Balkanabat          | Balkan welaýaty | Turkmenistan                 |
| BKO  | GABS | Flughafen Bamako                        | Bamako              | Bamako          | Mali                         |
| BKP  | –    |                                         | Barkly Downs        | Queensland      | Australien                   |
| BKQ  | YBCK |                                         | Blackall            | Queensland      | Australien                   |
| BKR  | FTTK | Flugplatz Bokoro                        | Bokoro              | Chari-Baguirmi  | Tschad                       |
| BKS  | WIPL | Flughafen Bengkulu                      | Bengkulu            | Sumatra         | Indonesien                   |
| BKT  | KBKT | Blackstone Army Air Field               | Blackstone          | Virginia        | Vereinigte Staaten           |
| BKU  | –    |                                         | Betioky             | Toliara         | Madagaskar                   |
| BKW  | KBKW |                                         | Beckley             | West Virginia   | Vereinigte Staaten           |
| BKX  | KBKX | Brookings Municipal Airport             | Brookings           | South Dakota    | Vereinigte Staaten           |
| BKY  | FZMA |                                         | Bukavu              | Sud-Kivu        | Demokratische Republik Kongo |
| BKZ  | HTBU | Flughafen Bukoba                        | Bukoba              | Kagera          | Tansania                     |

## BL
| IATA | ICAO | Flughafen                       | Ort                            | Region            | Land               |
| ---- | ---- | ------------------------------- | ------------------------------ | ----------------- | ------------------ |
| BLA  | SVBC | Jose A. Anzoategui              | Barcelona                      | Anzoátegui        | Venezuela          |
| BLB  | MPHO | Howard Air Force                | Balboa                         | Panamá            | Panama             |
| BLC  | FKKG |                                 | Bali                           | Nord-Ouest        | Kamerun            |
| BLD  | KBVU | Boulder City Municipal Airport  | Boulder City                   | Nevada            | Vereinigte Staaten |
| BLE  | ESSD | Flughafen Borlänge              | Borlänge/Falun                 | Dalarnas län      | Schweden           |
| BLF  | KBLF | Mercer County Airport           | Bluefield                      | West Virginia     | Vereinigte Staaten |
| BLG  | –    |                                 | Belaga                         | Sarawak           | Malaysia           |
| BLH  | KBLH | Blythe Airport                  | Blythe                         | Kalifornien       | Vereinigte Staaten |
| BLI  | KBLI | Flughafen Bellingham            | Bellingham                     | Washington        | Vereinigte Staaten |
| BLJ  | DABT |                                 | Batna                          | Batna             | Algerien           |
| BLK  | EGNH | Flughafen Blackpool             | Blackpool                      | England           | Großbritannien     |
| BLL  | EKBI | Flughafen Billund               | Billund                        | Region Syddanmark | Dänemark           |
| BLM  | KBLM | Allaire Airport                 | Belmar/Farmingdale             | New Jersey        | Vereinigte Staaten |
| BLN  | YBLA |                                 | Benalla                        | Victoria          | Australien         |
| BLO  | BIBL | Flugplatz Blönduós              | Blönduós                       | Norðurland vestra | Island             |
| BLP  | SPBL | Huallaga Airport                | Bellavista                     | San Martín        | Peru               |
| BLQ  | LIPE | Aeroporto Guglielmo Marconi     | Bologna                        | Emilia-Romagna    | Italien            |
| BLR  | VOBL | Bengaluru International Airport | Bengaluru                      | Karnataka         | Indien             |
| BLS  | YBLL |                                 | Bollon                         | Queensland        | Australien         |
| BLT  | YBTR |                                 | Blackwater                     | Queensland        | Australien         |
| BLU  | KBLU | Blue Canyon-Nyack Airport       | Blue Canyon                    | Kalifornien       | Vereinigte Staaten |
| BLV  | KBLV | Scott Air Force Base            | Belleville                     | Illinois          | Vereinigte Staaten |
| BLW  | –    |                                 | Waimanalo                      | Hawaii            | Vereinigte Staaten |
| BLX  | LIDB |                                 | Belluno                        | Venetien          | Italien            |
| BLY  | EIBT |                                 | Béal an Mhuirthead (Belmullet) | Connacht          | Republik Irland    |
| BLZ  | FWCL |                                 | Blantyre                       | Blantyre          | Malawi             |

## BM
| IATA | ICAO | Flughafen                                       | Ort                 | Region             | Land                         |
| ---- | ---- | ----------------------------------------------- | ------------------- | ------------------ | ---------------------------- |
| BMA  | ESSB | Flughafen Stockholm/Bromma                      | Stockholm           | Stockholms län     | Schweden                     |
| BMB  | FZFU |                                                 | Bumba               | Mongala            | Demokratische Republik Kongo |
| BMC  | KBMC | Brigham City Airport                            | Brigham City        | Utah               | Vereinigte Staaten           |
| BMD  | FMML |                                                 | Belo                | Toliara            | Madagaskar                   |
| BME  | YBRM | Broome International Airport                    | Broome              | Western Australia  | Australien                   |
| BMF  | FEGM | Flugplatz Bakouma                               | Bakouma             | Mbomou             | Zentralafrikanische Republik |
| BMG  | KBMG | Monroe County Airport                           | Bloomington         | Indiana            | Vereinigte Staaten           |
| BMH  | –    |                                                 | Bomai               | Chimbu             | Papua-Neuguinea              |
| BMI  | KBMI | Illinois Regional Airport at Bloomington-Normal | Bloomington         | Illinois           | Vereinigte Staaten           |
| BMJ  | SYBR |                                                 | Baramita            | Barima-Waini       | Guyana                       |
| BMK  | EDWR | Flugplatz Borkum                                | Borkum              | Niedersachsen      | Deutschland                  |
| BML  | KBML | Berlin Regional Airport                         | Berlin / Milan      | New Hampshire      | Vereinigte Staaten           |
| BMM  | FOOB |                                                 | Bitam               | Woleu-Ntem         | Gabun                        |
| BMN  | –    |                                                 | Bamerny             | Salah ad-Din       | Irak                         |
| BMO  | VYBM | Banmaw Airport                                  | Bhamo               | Kachin-Staat       | Myanmar                      |
| BMP  | YBPI |                                                 | Brampton Island     | Queensland         | Australien                   |
| BMQ  | –    |                                                 | Bamburi             | Coast              | Kenia                        |
| BMR  | EDWZ | Flugplatz Baltrum                               | Baltrum             | Niedersachsen      | Deutschland                  |
| BMS  | –    |                                                 | Brumado             | Bahia              | Brasilien                    |
| BMT  | KBMT | Beaumont Municipal Airport                      | Beaumont            | Texas              | Vereinigte Staaten           |
| BMU  | WRRB | Flughafen Sultan Muhammad Salahudin             | Bima                | West-Nusa Tenggara | Indonesien                   |
| BMV  | VVBM | Flughafen Buon Ma Thuot                         | Buon Ma Thuot       | Dak Lak            | Vietnam                      |
| BMW  | DATM |                                                 | Bordj Badji Mokhtar | Adrar              | Algerien                     |
| BMX  | –    | Big Mountain Airport                            | Big Mountain        | Alaska             | Vereinigte Staaten           |
| BMY  | NWWC |                                                 | Belep-Inseln        | Neukaledonien      | Frankreich                   |
| BMZ  | –    |                                                 | Bamu                | Western Province   | Papua-Neuguinea              |

## BN
| IATA | ICAO | Flughafen                       | Ort            | Region              | Land                         |
| ---- | ---- | ------------------------------- | -------------- | ------------------- | ---------------------------- |
| BNA  | KBNA | Nashville International Airport | Nashville      | Tennessee           | Vereinigte Staaten           |
| BNB  | FZGN | Flughafen Boende                | Boende         | Tshuapa             | Demokratische Republik Kongo |
| BNC  | FZNP | Flughafen Beni                  | Beni           | Nord-Kivu           | Demokratische Republik Kongo |
| BND  | OIKB | Flughafen Bandar Abbas          | Bandar Abbas   | Hormozgan           | Iran                         |
| BNE  | YBBN | Brisbane International Airport  | Brisbane       | Queensland          | Australien                   |
| BNF  | –    | Warm Spring Bay Sea Plane Base  | Baranof Island | Alaska              | Vereinigte Staaten           |
| BNG  | KBNG | Banning Municipal Airport       | Banning        | Kalifornien         | Vereinigte Staaten           |
| BNH  | –    | Barnes Airport                  | Hardford       | Connecticut         | Vereinigte Staaten           |
| BNI  | DNBE | Flughafen Benin City            | Benin City     | Edo                 | Nigeria                      |
| BNK  | YBNA | Ballina/Byron Gateway Airport   | Ballina        | New South Wales     | Australien                   |
| BNL  | KBNL | Barnwell County Airport         | Barnwell       | South Carolina      | Vereinigte Staaten           |
| BNM  | –    |                                 | Bodinumu       | Central Province    | Papua-Neuguinea              |
| BNN  | ENBN | Flughafen Brønnøysund           | Brønnøysund    | Nordland            | Norwegen                     |
| BNO  | KBNO | Burns Municipal Airport         | Burns          | Oregon              | Vereinigte Staaten           |
| BNP  | OPBN |                                 | Bannu          | Khyber Pakhtunkhwa  | Pakistan                     |
| BNQ  | –    |                                 | Baganga        | Davao-Region        | Philippinen                  |
| BNR  | DFOB | Flugplatz Banfora               | Banfora        | Cascades            | Burkina Faso                 |
| BNS  | SVBI | Flughafen Barinas               | Barinas        | Barinas             | Venezuela                    |
| BNT  | –    |                                 | Bundi          | Madang              | Papua-Neuguinea              |
| BNU  | SSBL |                                 | Blumenau       | Santa Catarina      | Brasilien                    |
| BNV  | –    |                                 | Boana          | Morobe              | Papua-Neuguinea              |
| BNW  | KBNW | Boone Municipal Airport         | Boone          | Iowa                | Vereinigte Staaten           |
| BNX  | LQBK | Aerodrom Banja Luka             | Banja Luka     | Republika Srpska    | Bosnien und Herzegowina      |
| BNY  | AGGB |                                 | Bellona        | Rennell und Bellona | Salomonen                    |
| BNZ  | –    |                                 | Banz           | Western Highlands   | Papua-Neuguinea              |

## BO
| IATA | ICAO | Flughafen                                               | Ort                     | Region               | Land                         |
| ---- | ---- | ------------------------------------------------------- | ----------------------- | -------------------- | ---------------------------- |
| BOA  | FZAJ |                                                         | Boma                    | Kongo Central        | Demokratische Republik Kongo |
| BOB  | NTTB | Flughafen Bora Bora                                     | Bora Bora               | Gesellschaftsinseln  | Französisch-Polynesien       |
| BOC  | MPBO | Aeropuerto Internacional de Bocas del Toro - Isla Colón | Bocas del Toro          | Bocas del Toro       | Panama                       |
| BOD  | LFBD | Aéroport de Bordeaux - Mérignac                         | Bordeaux (Mérignac)     | Nouvelle-Aquitaine   | Frankreich                   |
| BOE  | FCOB |                                                         | Boundji                 | Cuvette              | Republik Kongo               |
| BOF  | KBOF | Bolling Air Force Base                                  | Washington              | District of Columbia | Vereinigte Staaten           |
| BOG  | SKBO | Aeropuerto Internacional El Dorado                      | Bogotá                  | Cundinamarca         | Kolumbien                    |
| BOH  | EGHH | Bournemouth AirportCrow                                 | Bournemouth             | England              | Vereinigtes Königreich       |
| BOI  | KBOI | Boise Airport                                           | Boise                   | Idaho                | Vereinigte Staaten           |
| BOJ  | LBBG | Flughafen Burgas                                        | Burgas                  | Burgas               | Bulgarien                    |
| BOK  | KBOK | Brookings State Airport                                 | Brookings               | Oregon               | Vereinigte Staaten           |
| BOL  | –    |                                                         | Ballykelly              | Nordirland           | Vereinigtes Königreich       |
| BOM  | VABB | Chhatrapati Shivaji International Airport               | Mumbai (ehemals Bombay) | Maharashtra          | Indien                       |
| BON  | TNCB | Flamingo Airport Bonaire                                | Bonaire                 | BES-Inseln           | Niederlande                  |
| BOO  | ENBO | Flughafen Bodø                                          | Bodø                    | Nordland             | Norwegen                     |
| BOP  | FEFO | Flugplatz Bouar                                         | Bouar                   | Nana-Mambéré         | Zentralafrikanische Republik |
| BOQ  | –    |                                                         | Boku                    | Bougainville         | Papua-Neuguinea              |
| BOR  | VLBK | Flughafen Bokeo                                         | Ton Pheung              | Bokeo                | Laos                         |
| BOS  | KBOS | Logan International Airport                             | Boston                  | Massachusetts        | Vereinigte Staaten           |
| BOT  | AYET | Bosset Airport                                          | Bosset                  | Western Province     | Papua-Neuguinea              |
| BOU  | LFLD |                                                         | Bourges                 | Centre-Val de Loire  | Frankreich                   |
| BOV  | –    |                                                         | Boang                   | New Ireland          | Papua-Neuguinea              |
| BOW  | KBOW | Bartow Municipal Airport                                | Bartow                  | Florida              | Vereinigte Staaten           |
| BOX  | YBRL |                                                         | Borroloola              | Northern Territory   | Australien                   |
| BOY  | DFOO | Flughafen Bobo-Dioulasso                                | Bobo-Dioulasso          | Hauts-Bassins        | Burkina Faso                 |
| BOZ  | FEGZ | Flugplatz Bozoum                                        | Bozoum                  | Ouham-Pendé          | Zentralafrikanische Republik |

## BP
| IATA | ICAO | Flughafen                             | Ort             | Region                 | Land                |
| ---- | ---- | ------------------------------------- | --------------- | ---------------------- | ------------------- |
| BPA  | –    | Grumman-Bethpage Airport              | Bethpage        | New York               | Vereinigte Staaten  |
| BPB  | –    |                                       | Boridi          | Central Province       | Papua-Neuguinea     |
| BPC  | FKKV | Flughafen Bamenda                     | Bamenda         | Nord-Ouest             | Kamerun             |
| BPD  | –    |                                       | Bapi            | Morobe                 | Papua-Neuguinea     |
| BPE  | –    |                                       | Qinhuangdao     | Hebei                  | Volksrepublik China |
| BPF  | –    |                                       | Batuna          |                        | Salomonen           |
| BPG  | SBBW | Aeroporto de Barra do Garças          | Barra do Garças | Mato Grosso            | Brasilien           |
| BPH  | RPMF |                                       | Bislig City     | Caraga                 | Philippinen         |
| BPI  | KBPI | Big Piney-Marbleton Airport           | Big Piney       | Wyoming                | Vereinigte Staaten  |
| BPK  | AYBQ | Biangabip Airport                     | Biangabip       | Western Province       | Papua-Neuguinea     |
| BPL  | –    | Alashankou Airport                    | Bortala         | Bortala                | Volksrepublik China |
| BPM  | –    | Begumpet Airport                      | Hyderabad       | Telangana              | Indien              |
| BPN  | WRLL | Flughafen Sultan Aji Muhamad Sulaiman | Balikpapan      | Kalimantan Timur       | Indonesien          |
| BPS  | SBPS | Flughafen Porto Seguro                | Porto Seguro    | Bahia                  | Brasilien           |
| BPT  | KBPT | Beaumont Municipal Airport            | Beaumont        | Texas                  | Vereinigte Staaten  |
| BPU  | –    |                                       | Beppu           | Kyūshū                 | Japan               |
| BPX  | ZUBD | Flughafen Qamdo-Bamda                 | Bamda           | Autonomes Gebiet Tibet | China               |
| BPY  | FMNQ |                                       | Besalampy       | Mahajanga              | Madagaskar          |

## BQ
| IATA | ICAO | Flughafen                              | Ort                                 | Region            | Land                                |
| ---- | ---- | -------------------------------------- | ----------------------------------- | ----------------- | ----------------------------------- |
| BQA  | RPUR |                                        | Baler                               | Central Luzon     | Philippinen                         |
| BQB  | YBLN | Regionalflughafen Busselton Regional   | Busselton                           | Western Australia | Australien                          |
| BQE  | GGBU |                                        | Bubaque                             | Bolama            | Guinea-Bissau                       |
| BQG  | UHNB |                                        | Bogorodskoje                        | Region Chabarowsk | Russland                            |
| BQH  | EGKB | Flughafen London Biggin Hill           | London                              | England           | Vereinigtes Königreich              |
| BQI  | –    |                                        | Bagani                              | Kavango           | Namibia                             |
| BQJ  | UEBB |                                        | Batagai                             | Sacha             | Russland                            |
| BQK  | KBQK | Brunswick Golden Isles Airport         | Brunswick                           | Georgia           | Vereinigte Staaten                  |
| BQL  | YBOU |                                        | Boulia                              | Queensland        | Australien                          |
| BQN  | TJBQ | Flughafen Rafael Hernández             | Aguadilla                           | Puerto Rico       | Außengebiet der Vereinigten Staaten |
| BQO  | DIBN | Flugplatz Bouna                        | Bouna                               | Zanzan            | Elfenbeinküste                      |
| BQQ  | SNBX |                                        | Barra                               | Bahia             | Brasilien                           |
| BQS  | UHBB | Flughafen Blagoweschtschensk-Ignatjewo | Blagoweschtschensk                  | Amur              | Russland                            |
| BQT  | UMBB | Flughafen Brest                        | Brest                               | Brest             | Belarus                             |
| BQU  | TVSB | J. F. Mitchell Airport                 | Port Elizabeth                      | Bequia            | St. Vincent und die Grenadinen      |
| BQV  | –    | Wasserflugzeugbasis Bartlett Cove      | Gustavus / Glacier-Bay-Nationalpark | Alaska            | Vereinigte Staaten                  |
| BQW  | YBGO |                                        | Balgo Hills                         | Western Australia | Australien                          |

## BR
| IATA | ICAO | Flughafen                                         | Ort                     | Region                  | Land                    |
| ---- | ---- | ------------------------------------------------- | ----------------------- | ----------------------- | ----------------------- |
| BRA  | SNBR |                                                   | Barreiras               | Bahia                   | Brasilien               |
| BRB  | SWBI |                                                   | Barreirinhas            | Maranhão                | Brasilien               |
| BRC  | SAZS | Aeropuerto Internacional Teniente Luis Candelaria | San Carlos de Bariloche | Río Negro               | Argentinien             |
| BRD  | KBRD | Crow Wing County Airport                          | Brainerd                | Minnesota               | Vereinigte Staaten      |
| BRE  | EDDW | Flughafen Bremen                                  | Bremen                  | Freie Hansestadt Bremen | Deutschland             |
| BRF  | –    |                                                   | Bradford                | England                 | Großbritannien          |
| BRG  | –    | Whitesburg Municipal Airport                      | Whitesburg              | Kentucky                | Vereinigte Staaten      |
| BRH  | –    |                                                   | Brahman                 | Madang                  | Papua-Neuguinea         |
| BRI  | LIBD | Aeroporto di Bari-Palese                          | Bari                    | Apulien                 | Italien                 |
| BRJ  | –    |                                                   | Bright                  | Victoria                | Australien              |
| BRK  | YBKE |                                                   | Bourke                  | New South Wales         | Australien              |
| BRL  | KBRL | Burlington Municipal Airport                      | Burlington              | Iowa                    | Vereinigte Staaten      |
| BRM  | SVBM |                                                   | Barquisimeto            | Lara                    | Venezuela               |
| BRN  | LSZB | Flughafen Bern-Belp                               | Belp                    | Bern                    | Schweiz                 |
| BRO  | KBRO | Flughafen Brownsville                             | Brownsville             | Texas                   | Vereinigte Staaten      |
| BRP  | –    |                                                   | Biaru                   | Gulf                    | Papua-Neuguinea         |
| BRQ  | LKTB | Letiště Brno-Tuřany                               | Brünn (Brno)            | Jihomoravský kraj       | Tschechien              |
| BRR  | EGPR | Barra Airport                                     | Barra                   | Schottland              | Vereinigtes Königreich  |
| BRS  | EGGD | Bristol Airport                                   | Bristol                 | England                 | Vereinigtes Königreich  |
| BRT  | YBTI |                                                   | Bathurst Island         | Northern Territory      | Australien              |
| BRU  | EBBR | Flughafen Brüssel-Zaventem ("Brussels Airport")   | Zaventem                | Flandern                | Belgien                 |
| BRV  | EDWB | Verkehrslandeplatz Bremerhaven-Luneort            | Bremerhaven             | Freie Hansestadt Bremen | Deutschland             |
| BRW  | PABR | Wiley Post-Will Rogers Memorial Airport           | Barrow                  | Alaska                  | Vereinigte Staaten      |
| BRX  | MDBH | María Montez                                      | Santa Cruz de Barahona  | Enriquillo              | Dominikanische Republik |
| BRY  | KBRY | Samuels Field                                     | Bardstown               | Kentucky                | Vereinigte Staaten      |
| BRZ  | –    |                                                   | Borotou                 | Bafing                  | Elfenbeinküste          |

## BS
| IATA | ICAO | Flughafen                           | Ort                       | Region                     | Land                         |
| ---- | ---- | ----------------------------------- | ------------------------- | -------------------------- | ---------------------------- |
| BSA  | HCMF | Flughafen Boosaaso                  | Boosaaso                  | Bari                       | Somalia                      |
| BSB  | SBBR | Flughafen Brasília                  | Brasília                  | Distrito Federal do Brasil | Brasilien                    |
| BSC  | SKBS | Jose Celestino Mutis Airport        | Bahía Solano              | Chocó                      | Kolumbien                    |
| BSD  | ZPBS |                                     | Baoshan                   | Yunnan                     | China                        |
| BSE  | –    |                                     | Sematan                   | Sarawak                    | Malaysia                     |
| BSF  | PHSF | Bradshaw Army Airfield              | Pohakuloa                 | Hawaii                     | Vereinigte Staaten           |
| BSG  | FGBT | Flughafen Bata                      | Bata                      | Litoral                    | Äquatorialguinea             |
| BSH  | –    |                                     | Brighton                  | England                    | Großbritannien               |
| BSI  | –    | Jim Shearer South Airport           | Blairsville               | Pennsylvania               | Vereinigte Staaten           |
| BSJ  | YBNS |                                     | Bairnsdale                | Victoria                   | Australien                   |
| BSK  | DAUB |                                     | Biskra                    | Biskra                     | Algerien                     |
| BSL  | LFSB | EuroAirport Basel Mulhouse Freiburg | Basel (Saint-Louis)       | Basel-Stadt (Grand Est)    | Schweiz (Frankreich)         |
| BSM  | OINJ |                                     | Bisheh Kola               | Māzandarān                 | Iran                         |
| BSN  | FEFS | Flugplatz Bossangoa                 | Bossangoa                 | Ouham                      | Zentralafrikanische Republik |
| BSO  | RPUO |                                     | Basco                     | Batanes                    | Philippinen                  |
| BSP  | –    |                                     | Bensbach                  | Western                    | Papua-Neuguinea              |
| BSQ  | –    | Bisbee Municipal Airport            | Bisbee                    | Arizona                    | Vereinigte Staaten           |
| BSR  | ORMM | Internationaler Flughafen Basra     | Basra                     | Basra                      | Irak                         |
| BSS  | SNBS |                                     | Balsas                    | Maranhão                   | Brasilien                    |
| BST  | OABT |                                     | Bost                      | Helmand                    | Afghanistan                  |
| BSU  | FZEN |                                     | Basankusu                 | Équateur                   | Demokratische Republik Kongo |
| BSV  | –    |                                     | Bosset                    | Western                    | Papua-Neuguinea              |
| BSW  | –    | Boswell Bay Airport                 | Boswell Bay               | Alaska                     | Vereinigte Staaten           |
| BSX  | VYPN |                                     | Pathein (ehemals Bassein) | Irawadi                    | Myanmar                      |
| BSY  | HCMD |                                     | Bardera                   | Gedo                       | Somalia                      |
| BSZ  | –    | Bartletts Airport                   | Egegik                    | Alaska                     | Vereinigte Staaten           |

## BT
| IATA | ICAO | Flughafen                           | Ort            | Region             | Land                         |
| ---- | ---- | ----------------------------------- | -------------- | ------------------ | ---------------------------- |
| BTA  | FKKO |                                     | Bertoua        | Est                | Kamerun                      |
| BTB  | FCOT |                                     | Betou          | Likouala           | Republik Kongo               |
| BTC  | VCCB |                                     | Batticaloa     | Ostprovinz         | Sri Lanka                    |
| BTD  | –    |                                     | Brunette Downs | Northern Territory | Australien                   |
| BTE  | GFBN | Flugplatz Sherbro                   | Bonthe         | Southern           | Sierra Leone                 |
| BTF  | KBTF | Skypark Airport                     | Bountiful      | Utah               | Vereinigte Staaten           |
| BTG  | FEGF | Flugplatz Batangafo                 | Batangafo      | Ouham              | Zentralafrikanische Republik |
| BTH  | WIKB | Hang Nadim International Airport    | Batam          | Kepulauan Riau     | Indonesien                   |
| BTI  | PABA |                                     | Barter Island  | Alaska             | Vereinigte Staaten           |
| BTJ  | WITT | Blang Bintang Airport               | Banda Aceh     | Sumatra            | Indonesien                   |
| BTK  | UIBB |                                     | Bratsk         | Irkutsk            | Russland                     |
| BTL  | KBTL | Battle Creek Executive Airport      | Battle Creek   | Michigan           | Vereinigte Staaten           |
| BTM  | KBTM | Flughafen Butte–Bert Mooney         | Butte          | Montana            | Vereinigte Staaten           |
| BTN  | KBBP | Marlboro County Airport             | Bennettsville  | South Carolina     | Vereinigte Staaten           |
| BTO  | –    | Flughafen Bandung                   | Botopasie      | Sipaliwini         | Suriname                     |
| BTP  | KBTP | Butler County Airport               | Butler         | Pennsylvania       | Vereinigte Staaten           |
| BTQ  | HRYI |                                     | Butare         | Süd                | Ruanda                       |
| BTR  | KBTR | Ryan Field                          | Baton Rouge    | Louisiana          | Vereinigte Staaten           |
| BTS  | LZIB | Letisko Milana Rastislava Štefánika | Bratislava     | Bratislavský kraj  | Slowakei                     |
| BTT  | PABT | Bettles Airport                     | Bettles        | Alaska             | Vereinigte Staaten           |
| BTU  | WBGB |                                     | Bintulu        | Sarawak            | Malaysia                     |
| BTV  | KBTV | Burlington International Airport    | Burlington     | Vermont            | Vereinigte Staaten           |
| BTW  | –    | Flughafen Batulicin                 | Batulicin      | Kalimantan Selatan | Indonesien                   |
| BTX  | YBEO |                                     | Betoota        | Queensland         | Australien                   |
| BTY  | KBTY | Beatty Airport                      | Beatty         | Nevada             | Vereinigte Staaten           |
| BTZ  | VTSY | Flughafen Betong                    | Amphoe Betong  | Südthailand        | Thailand                     |

## BU
| IATA | ICAO | Flughafen                             | Ort          | Region             | Land                         |
| ---- | ---- | ------------------------------------- | ------------ | ------------------ | ---------------------------- |
| BUA  | AYBK |                                       | Buka         | Bougainville       | Papua-Neuguinea              |
| BUB  | KBUB | Cram Field                            | Burwell      | Nebraska           | Vereinigte Staaten           |
| BUC  | YBKT |                                       | Burketown    | Queensland         | Australien                   |
| BUD  | LHBP | Flughafen Budapest Liszt Ferenc       | Budapest     | Mittelungarn       | Ungarn                       |
| BUE  | SABA | Buenos Aires (Sammelcode)             | Buenos Aires | Buenos Aires       | Argentinien                  |
| BUF  | KBUF | Buffalo Niagara International Airport | Buffalo      | New York           | Vereinigte Staaten           |
| BUG  | FNBG |                                       | Benguela     | Benguela           | Angola                       |
| BUH  | –    | Bukarest (Sammelcode)                 | Bukarest     | Walachei           | Rumänien                     |
| BUI  | –    |                                       | Bokondini    | Westneuguinea      | Indonesien                   |
| BUJ  | DAAD |                                       | Bou Saâda    | M'Sila             | Algerien                     |
| BUK  | OYBQ | Flugplatz al-Buqʿ                     | al-Buqʿ      | Saʿda              | Jemen                        |
| BUL  | –    |                                       | Bulolo       | Morobe             | Papua-Neuguinea              |
| BUM  | KBUM | Butler Memorial Airport               | Butler       | Missouri           | Vereinigte Staaten           |
| BUN  | SKBU |                                       | Buenaventura | Valle del Cauca    | Kolumbien                    |
| BUO  | HCMV | Flughafen Burao                       | Burao        | Togdheer           | Somalia                      |
| BUP  | VIBT | Bhisiana Air Force Base               | Bhatinda     | Punjab             | Indien                       |
| BUQ  | FVBU | Flughafen Bulawayo                    | Bulawayo     | Matabeleland North | Simbabwe                     |
| BUR  | KBUR | Hollywood Burbank Airport             | Burbank      | Kalifornien        | Vereinigte Staaten           |
| BUS  | UGSB | Flughafen Batumi                      | Batumi       | Adscharien         | Georgien                     |
| BUT  | –    | RAF Burtonwood (stillgelegt)          | Burtonwood   | England            | Großbritannien               |
| BUU  | –    |                                       | Buyo         | Bas-Sassandra      | Elfenbeinküste               |
| BUV  | SUBU |                                       | Bella Unión  | Artigas            | Uruguay                      |
| BUW  | WAAB |                                       | Bau-Bau      | Sulawesi Tenggara  | Indonesien                   |
| BUX  | FZKA | Flughafen Bunia                       | Bunia        | Ituri              | Demokratische Republik Kongo |
| BUY  | YBUN |                                       | Bunbury      | Western Australia  | Australien                   |
| BUZ  | OIBB |                                       | Buschehr     | Buschehr           | Iran                         |

## BV
| IATA | ICAO | Flughafen                        | Ort                   | Region                           | Land               |
| ---- | ---- | -------------------------------- | --------------------- | -------------------------------- | ------------------ |
| BVA  | LFOB | Aéroport de Paris Beauvais Tillé | Beauvais              | Hauts-de-France                  | Frankreich         |
| BVB  | SBBV | Flughafen Boa Vista              | Boa Vista             | Roraima                          | Brasilien          |
| BVC  | GVBA | Flughafen Boa Vista Rabil        | Boa Vista (Kap Verde) | Kapverdische Inseln              | Kap Verde          |
| BVD  | –    |                                  | Beaver Inlet          | Alaska                           | Vereinigte Staaten |
| BVE  | LFSL | Flughafen Brive–Souillac         | Brive-la-Gaillarde    | Nouvelle-Aquitaine               | Frankreich         |
| BVF  | NFNU |                                  | Bua                   | Northern                         | Fidschi            |
| BVG  | ENBV | Flughafen Berlevåg               | Berlevåg              | Finnmark                         | Norwegen           |
| BVH  | SBVH |                                  | Vilhena               | Rondônia                         | Brasilien          |
| BVI  | YBDV |                                  | Birdsville            | Queensland                       | Australien         |
| BVJ  | USDB | Flughafen Bowanenkowo            | Bowanenkowo           | Autonomer Kreis der Jamal-Nenzen | Russland           |
| BVK  | SLHJ |                                  | Huacaraje             | Departamento Beni                | Bolivien           |
| BVL  | –    |                                  | Baures                | Departamento Beni                | Bolivien           |
| BVM  | SNBL |                                  | Belmonte              | Bahia                            | Brasilien          |
| BVN  | KBVN | Albion Municipal Airport         | Albion                | Nebraska                         | Vereinigte Staaten |
| BVO  | KBVO | Bartlesville Municipal Airport   | Bartlesville          | Oklahoma                         | Vereinigte Staaten |
| BVP  | –    |                                  | Bolovip               | Western Province                 | Papua-Neuguinea    |
| BVR  | GVBR |                                  | Esperadinha           | Brava                            | Kap Verde          |
| BVS  | SNVS |                                  | Breves                | Pará                             | Brasilien          |
| BVU  | PABG |                                  | Beluga                | Alaska                           | Vereinigte Staaten |
| BVV  | UHSB | Luftwaffenbasis Burewestnik      | Iturup                | Kurilen, Sachalin                | Russland           |
| BVW  | –    |                                  | Batavia Downs         | Queensland                       | Australien         |
| BVX  | KBVX | Batesville Regional Airport      | Batesville            | Arkansas                         | Vereinigte Staaten |
| BVY  | KBVY | Beverly Municipal Airport        | Beverly               | Massachusetts                    | Vereinigte Staaten |
| BVZ  | –    |                                  | Beverley Springs      | Western Australia                | Australien         |

## BW
| IATA | ICAO | Flughafen                                                    | Ort                 | Region            | Land               |
| ---- | ---- | ------------------------------------------------------------ | ------------------- | ----------------- | ------------------ |
| BWA  | VNBW | Gautam Buddha International Airport                          | Bhairahawa          | Lumbini           | Nepal              |
| BWB  | YBWX |                                                              | Barrow Island       | Western Australia | Australien         |
| BWC  | KBWC | Brawley Municipal Airport                                    | Brawley             | Kalifornien       | Vereinigte Staaten |
| BWD  | KBWD | Brownwood Municipal Airport                                  | Brownwood           | Texas             | Vereinigte Staaten |
| BWE  | EDVE | Flughafen Braunschweig-Wolfsburg                             | Braunschweig        | Niedersachsen     | Deutschland        |
| BWF  | EGNL | Barrow/Walney Island Airfield                                | Barrow-in-Furness   | England           | Großbritannien     |
| BWG  | KBWG | Warren County Airport                                        | Bowling Green       | Kentucky          | Vereinigte Staaten |
| BWH  | WMKB |                                                              | Butterworth         | Penang            | Malaysia           |
| BWI  | KBWI | Baltimore-Washington International Thurgood Marshall Airport | Baltimore           | Maryland          | Vereinigte Staaten |
| BWJ  | –    |                                                              | Bawan               | Morobe            | Papua-Neuguinea    |
| BWK  | LDSB | Zračna luka Brač                                             | Bol                 | Dalmatien         | Kroatien           |
| BWL  | K4O3 | Earl Henry Airport                                           | Blackwell           | Oklahoma          | Vereinigte Staaten |
| BWM  | KBPP | Bowman Municipal Airport                                     | Bowman              | North Dakota      | Vereinigte Staaten |
| BWN  | WBSB | Lapangan Terbang Antarabangsa Brunei                         | Bandar Seri Begawan | Brunei-Muara      | Brunei             |
| BWO  | UWSB | Aeroport Balakowo                                            | Balakowo            | Oblast Saratow    | Russland           |
| BWP  | –    |                                                              | Bewani              | Sandaun           | Papua-Neuguinea    |
| BWQ  | YBRW |                                                              | Brewarrina          | New South Wales   | Australien         |
| BWS  | K4W6 | Blaine Municipal Airport                                     | Blaine              | Washington        | Vereinigte Staaten |
| BWT  | YWYY | Burnie Wynyard Airport                                       | Burnie              | Tasmanien         | Australien         |
| BWU  | YSBK |                                                              | Bankstown           | New South Wales   | Australien         |
| BWW  | MUBR | Las Brujas Airport                                           | Cayo Santa María    | Jardines del Rey  | Kuba               |
| BWX  | –    |                                                              | Banyuwangi          | Jawa Timur        | Indonesien         |
| BWY  | –    | RAF Bentwaters                                               | Woodbridge          | England           | Großbritannien     |

## BX
| IATA | ICAO | Flughafen                         | Ort             | Region              | Land               |
| ---- | ---- | --------------------------------- | --------------- | ------------------- | ------------------ |
| BXA  | KBXA | George R. Carr Memorial Air Field | Bogalusa        | Louisiana           | Vereinigte Staaten |
| BXB  | WASO | Bandara Babo                      | Babo            | Papua               | Indonesien         |
| BXC  | –    |                                   | Boxborough      | Massachusetts       | Vereinigte Staaten |
| BXD  | WAKE |                                   | Bade            | Papua               | Indonesien         |
| BXE  | GOTB | Flugplatz Bakel                   | Bakel           | Tambacounda         | Senegal            |
| BXF  | –    |                                   | Belburn         | Western Australia   | Australien         |
| BXG  | YBDG | Bendigo Airport                   | Bendigo         | Victoria            | Australien         |
| BXH  | UAAH | Flughafen Balqasch                | Balqasch        | Qaraghandy          | Kasachstan         |
| BXI  | DIBI | Flugplatz Boundiali               | Boundiali       | Savanes             | Elfenbeinküste     |
| BXJ  | –    | Flughafen Almaty-Boraldai         | Burundai/Almaty | Almaty              | Kasachstan         |
| BXK  | KBXK | Buckeye Municipal Airport         | Buckeye         | Arizona             | Vereinigte Staaten |
| BXL  | –    |                                   | Blue Lagoon     |                     | Fidschi            |
| BXM  | –    |                                   | Batom           | Papua               | Indonesien         |
| BXN  | LTBV | Imsik Havaalanı                   | Bodrum          | Muğla               | Türkei             |
| BXO  | LSZC | Flugplatz Buochs                  | Buochs          | Nidwalden           | Schweiz            |
| BXP  | EPBP |                                   | Biała Podlaska  | Woiwodschaft Lublin | Polen              |
| BXR  | OIKM | Bam International                 | Bam             |                     | Iran               |
| BXS  | KL08 |                                   | Borrego Springs | Kalifornien         | Vereinigte Staaten |
| BXT  | WRLC |                                   | Bontang         | Kalimantan Timur    | Indonesien         |
| BXU  | RPWE |                                   | Butuan City     | Mindanao            | Philippinen        |
| BXV  | BIBV | Flugplatz Breiðdalsvík            | Breiðdalsvík    | Austurland          | Island             |
| BXX  | –    |                                   | Boorama         | Awdal               | Somalia            |
| BXZ  | –    |                                   | Bunsil          | Morobe              | Papua-Neuguinea    |

## BY
| IATA | ICAO | Flughafen                            | Ort            | Region              | Land               |
| ---- | ---- | ------------------------------------ | -------------- | ------------------- | ------------------ |
| BYA  | –    | Boundary Airport                     | Boundary       | Alaska              | Vereinigte Staaten |
| BYB  | –    |                                      | Dibaa          |                     | Oman               |
| BYC  | SLYA | Flughafen Yacuiba                    | Yacuiba        | Departamento Tarija | Bolivien           |
| BYD  | OYBD | Flugplatz al-Baida’                  | al-Baidā'      | al-Baidā'           | Jemen              |
| BYF  | LFAQ | Flughafen Albert-Picardie            | Albert         | Hauts-de-France     | Frankreich         |
| BYG  | KBYG | Johnson County Airport               | Buffalo        | Wyoming             | Vereinigte Staaten |
| BYH  | KBYH | Arkansas International Airport       | Blytheville    | Arkansas            | Vereinigte Staaten |
| BYI  | KBYI | Burley Municipal Airport             | Rupert         | Idaho               | Vereinigte Staaten |
| BYJ  | LPBJ | Flughafen Beja                       | Beja           | Alentejo            | Portugal           |
| BYK  | DIBK | Flughafen Bouaké                     | Bouaké         | Vallée du Bandama   | Elfenbeinküste     |
| BYL  | –    |                                      | Belle Yella    | Gbarpolu County     | Liberia            |
| BYM  | MUBY | Aeropuerto Carlos Manuel de Céspedes | Bayamo         | Granma              | Kuba               |
| BYN  | ZMBH |                                      | Bajanchongor   | Bajanchongor        | Mongolei           |
| BYO  | SJDB |                                      | Bonito         | Mato Grosso do Sul  | Brasilien          |
| BYP  | YBRY | Barimunya Airport                    | Barimunya      | Western Australia   | Australien         |
| BYQ  | –    |                                      | Bunyu          | Kalimantan Timur    | Indonesien         |
| BYR  | EKLS | Læsø flyveplads                      | Læsø           | Nordjylland         | Dänemark           |
| BYS  | –    | Bicycle Lake Army Air Field          | Fort Irwin     | Kalifornien         | Vereinigte Staaten |
| BYT  | EIBN |                                      | Bantry         | Munster             | Republik Irland    |
| BYU  | EDQD | Verkehrslandeplatz Bayreuth          | Bayreuth       | Bayern              | Deutschland        |
| BYV  | –    | Beira Lake SPB (Wasserflugplatz)     | Colombo        | Westprovinz         | Sri Lanka          |
| BYW  | –    |                                      | Blakely Island | Washington          | Vereinigte Staaten |
| BYX  | –    |                                      | Baniyala       | Northern Territory  | Australien         |
| BYZ  | KBYY |                                      | Bay City       | Texas               | Vereinigte Staaten |

## BZ
| IATA | ICAO | Flughafen                                           | Ort            | Region                                   | Land                         |
| ---- | ---- | --------------------------------------------------- | -------------- | ---------------------------------------- | ---------------------------- |
| BZA  | MNBZ |                                                     | Bonanza        | Región Autónoma de la Costa Caribe Norte | Nicaragua                    |
| BZB  | –    |                                                     | Bazaruto       | Provinz Inhambane                        | Mosambik                     |
| BZC  | SBBZ | Umberto Modiano Airport                             | Búzios         | Rio de Janeiro                           | Brasilien                    |
| BZD  | YBRN |                                                     | Balranald      | New South Wales                          | Australien                   |
| BZE  | MZBZ | Philip S. W. Goldson International Airport          | Belize City    | Belize District                          | Belize                       |
| BZF  | –    | Benton Field                                        | Redding        | Kalifornien                              | Vereinigte Staaten           |
| BZG  | EPBY | Port Lotniczy Bydgoszcz Ignacego Jana Paderewskiego | Bydgoszcz      | Kujawien-Pommern                         | Polen                        |
| BZH  | FVBM |                                                     | Bumi Hills     | Mashonaland West                         | Simbabwe                     |
| BZI  | LTBF | Flughafen Balıkesir-Merkez                          | Balıkesir      | Marmararegion                            | Türkei                       |
| BZK  | UUBP |                                                     | Brjansk        | Zentralrussland                          | Russland                     |
| BZL  | VGBR | Flughafen Barisal                                   | Barishal       | Barishal                                 | Bangladesch                  |
| BZM  | EHWO | Vliegbasis Woensdrecht                              | Bergen op Zoom | Noord-Brabant                            | Niederlande                  |
| BZN  | KBZN | Bozeman Yellowstone International Airport           | Bozeman        | Montana                                  | Vereinigte Staaten           |
| BZO  | LIPB | Flughafen Bozen                                     | Bozen          | Südtirol                                 | Italien                      |
| BZP  | –    |                                                     | Bizant         | Queensland                               | Australien                   |
| BZR  | LFMU | Flughafen Béziers                                   | Béziers        | Okzitanien                               | Frankreich                   |
| BZS  | –    | Buzzards Point Seaplane Base                        | Washington     | District of Columbia                     | Vereinigte Staaten           |
| BZT  | –    | Eagle Air Park                                      | Brazoria       | Texas                                    | Vereinigte Staaten           |
| BZU  | FZKJ |                                                     | Buta           | Orientale                                | Demokratische Republik Kongo |
| BZV  | FCBB | Flughafen Brazzaville Maya-Maya                     | Brazzaville    | Brazzaville                              | Republik Kongo               |
| BZY  | LUBL | Flughafen Bălți                                     | Bălți          | Bălți                                    | Moldau                       |
| BZZ  | EGVN | RAF Brize Norton                                    | Oxford         | England                                  | Großbritannien               |